# Tongapyrgus
Tongapyrgus is een geslacht van weekdieren uit de klasse van de Gastropoda (slakken).

## Soorten
- Tongapyrgus kohitatea Haase, 2008
- Tongapyrgus subterraneus (Suter, 1905)